# Kapitan Petko
Kapitan Petko (bulgariska: Капитан Петко) är ett distrikt i Bulgarien.   Det ligger i kommunen Obsjtina Venets och regionen Sjumen, i den nordöstra delen av landet, 300 km öster om huvudstaden Sofia.
Trakten runt Kapitan Petko består till största delen av jordbruksmark. Runt Kapitan Petko är det ganska glesbefolkat, med 24 invånare per kvadratkilometer.